# رندی وین
رندی وین (انگلیسی: Randy Wayne؛ زادهٔ ۷ اوت ۱۹۸۱) یک هنرپیشه، و تهیه‌کننده اهل ایالات متحده آمریکا است. وی از سال ۲۰۰۲ میلادی تاکنون مشغول فعالیت بوده‌است.